# زبیر اتشیتا
زبیر اتشیتا (انگلیسی: Xabier Etxeita؛ زادهٔ ۳۱ اکتبر ۱۹۸۷) بازیکن فوتبال اهل اسپانیا است.
از باشگاه‌هایی که در آن بازی کرده‌است می‌توان به باشگاه فوتبال اوئسکا، باشگاه فوتبال اتلتیک بیلبائو، باشگاه فوتبال الچه، باشگاه فوتبال ایبار، باشگاه فوتبال ختافه، و باشگاه فوتبال اتلتیک بیلبائو بی اشاره کرد.
وی همچنین در تیم‌های ملی فوتبال اسپانیا و باسک بازی کرده‌است.